# Medal „Za obronę Stalingradu”
Medal „Za obronę Stalingradu” (ros. Медаль «За оборону Сталинграда») – radzieckie odznaczenie wojskowe ustanowione dekretem Rady Najwyższej ZSRR z 22 grudnia 1942 roku. Jednocześnie wprowadzono jego regulamin i opisano odznakę. W późniejszym okresie wprowadzono nieznaczne poprawki do dekretu.

## Zasady nadawania
Zgodnie z regulaminem medalem nagradzano wszystkich obrońców Stalingradu podczas II wojny światowej – żołnierzy Armii Czerwonej, Wołżańskiej Flotylli Wojennej i wojsk NKWD, a także osoby cywilne biorące bezpośredni udział w obronie miasta w okresie od 12 lipca do 19 listopada 1942 roku. Medal był nadawany niezależnie od innych odznaczeń przyznanych za czyny dokonane w okresie obrony Stalingradu.
Do 1995 odznaczono nim 759 560 osób.

## Opis odznaki
Odznaka medalu to wykonany z mosiądzu krążek o średnicy 32 milimetrów. Na awersie jest umieszczona grupa żołnierzy uzbrojonych w karabiny z bagnetami i w hełmach starszego typu wz. 36, skierowanych w lewo. Nad tą grupą rozwinięty jest sztandar z sierpem i młotem, a z lewej są samoloty i czołgi. W górnej części jest pięciopromienna gwiazda i napis na obwodzie: ЗА ОБОРОНУ · СТАЛИНГРАДА (pol. „ZA OBRONĘ STALINGRADU”). Na rewersie jest umieszczony symbol ZSRR – sierp i młot oraz napis w trzech wierszach: ЗА НАШУ / СОВЕТСКУЮ / РОДИНУ (pol. „ZA NASZĄ RADZIECKĄ OJCZYZNĘ”). Projektantem odznaki był malarz Nikołaj Moskalew.
Medal zawieszony jest na pięciokątnej blaszce obciągniętej wstążką koloru oliwkowego szerokości 24 milimetrów z wąskim czerwonym paskiem szerokości 2 milimetrów pośrodku.
Medal nosi się po lewej stronie piersi, w kolejności po Medalu „Za obronę Sewastopola”.